# John Bardon
John Bardon (Brentford, 25 agosto 1939 – Londra, 12 settembre 2014) è stato un attore inglese.
Ha recitato in diversi musical negli anni settanta e ottanta, tra cui The Good Companions (Londra, 1974), Dad's Army (Londra, 1975), Andy Capp (Londra, 1982) e Gypsy: A Musical Fable (tour inglese, 1989). Nel 1987 ha vinto il Laurence Olivier Award al miglior attore in un musical per la sua performance nel ruolo di Max O'Hagen in Kiss Me, Kate a Londra.

## Filmografia parziale
- EastEnders - soap opera, 882 episodi (1996-2011)